# Centre polonais d'archéologie méditerranéenne
 (septembre 2014).
Si vous disposez d'ouvrages ou d'articles de référence ou si vous connaissez des sites web de qualité traitant du thème abordé ici, merci de compléter l'article en donnant les références utiles à sa vérifiabilité et en les liant à la section « Notes et références ».
Le Centre polonais d'archéologie méditerranéenne, en anglais Polish Centre of Mediterranean Archaeology (PCMA), en polonais Centrum Archeologii Śródziemnomorskiej im. Kazimierza Michałowskiego, est une unité autonome de recherche de l'université de Varsovie, qui existe sous ce nom depuis 1990. Le centre a pour objectif principal d’organiser, de réaliser et de coordonner les travaux archéologiques et les travaux de restauration et de conservation dans le Nord-Est de l’Afrique, au Proche-Orient et à Chypre. Les projets de recherche du centre couvrent un très large horizon chronologique, depuis la préhistoire, en passant par toutes les périodes historiques des civilisations antiques du bassin de la Méditerranée, jusqu’à la Basse Antiquité et le haut Moyen Âge arabe. Outre les travaux de terrain, le centre élabore la documentation exhaustive des découvertes et réalise la publication des résultats des recherches ainsi que l’archivage de la documentation des fouilles. Le centre supervise aussi les travaux de la station d’études du Caire,.

## Histoire
Le centre continue les activités initiées par le professeur Kazimierz Michałowski, éminent archéologue et égyptologue qui, en 1959, fonda la Station d’archéologie méditerranéenne au Caire, premier établissement de recherche polonais voué à l’archéologie de la vallée du Nil. De 1991 à 2005, il est sous la direction de Michał Gawlikowski.

## Missions et projets de recherche
Le centre d’archéologie mène vingt-huit missions et projets archéologiques (chiffre de l’année 2012). Les informations détaillées sur le contenu des travaux des missions ainsi que les publications succinctes annuelles présentant les résumés des principaux résultats des recherches sous forme de newsletter paraissent régulièrement sur le site internet du centre.

### Égypte
- Mission archéologique polono-égyptienne de restauration de Kom el-Dikka à Alexandrie
- Mission archéologique polonaise de Marina el-Alamein
- Mission polono-égyptienne de restauration de Marina el-Alamein
- Mission archéologique polonaise de Maréa
- Mission archéologique polono-slovaque de Tell el-Retaba
- Mission archéologique polonaise de Tell el-Farkha
- The Golden Mission de Tell el-Farkha
- Mission archéologique polono-égyptienne de Saqqarah
- Mission archéologique polonaise de Naqlun (Deir el Malaq Ghubrail)
- Mission archéologique polono-égyptienne de restauration du temple d'Hatchepsout à Deir el-Bahari
- Mission épigraphique polono-française du temple d'Hatchepsout à Deir el-Bahari
- Mission du temps de Thoutmôsis III à Deir el-Bahari
- Mission archéologique polonaise à Cheikh Abd el-Gournah (Coptic hermitage)
- Mission de conversation polonaise Gurna Manuscripts
- Mission épigraphique polonaise de la tombe de Ramsès VI
- The Berenike Project : Mission polono-américaine de Bérénice et du désert Arabique
- Projet de l'oasis d'Ad-Dakhla Project (D.O.P.): Petroglyph Unit

### Soudan
- Polish Archaeological Mission archéologique polonaise de l'Old Dongola
- Mission archéologique polono-soudanienne de Banganarti et de Selib
- Projet de recherche sur l'ancienne Makurie entre la troisième et la quatrième Cataracte du Nil.

### Syrie
- Mission archéologique polonaise de Tell Qaramel
- Mission archéologique polono-syrienne de Tell Arbid
- Mission polono-syrienne de "Palmyra Tariff" à Palmyre

### Liban
- Mission archéologique polono-libanaise de Jiyeh (Porphyreon)
- Mission de restauration polono-libanaise de l'église de Kfar Helda
- Mission de restauration polono-libanaise de l'église de Mar Elias près de Btina à Beyrouth

### Chypre
- Mission archéologique polonaise de Paphos

### Koweït
- Mission archéologique polono-koweïtienne

## Publications
Le Centre d’archéologie méditerranéenne publie des revues et des monographies présentant les résultats des fouilles et des travaux de restauration-conservation réalisés par les missions du centre.

### Revues
- Polish Archaeology in the Mediterranean (PAM)
- Studia Palmyreńskie (Études palmyréniennes)

### Séries
- PAM Monograph Series
- PCMA Excavation Series

## Conférences
Depuis quelques années le centre collabore à l’organisation de la conférence Les Polonais sur le Nil qui a pour objectif de présenter les résultats des travaux de toutes les missions polonaises travaillant en Égypte. Au printemps 2012, le centre a participé à l’organisation du VIIIe Congrès International de l’Archéologie du Proche-Orient Antique (ICAANE), conférence archéologique la plus importante et la plus fréquentée consacrée à cette thématique.